# Claude Bessy (Autor)
Claude Bessy (* 20. Juni 1945 in der Normandie; † 2. Oktober 1999 in Barcelona, Spanien), auch bekannt unter dem Pseudonym Kickboy Face, war ein französischer Autor, Sänger und Musikvideoproduzent. Er wurde als Fanzine-Redakteur und Frontmann der kurzlebigen Band Catholic Discipline in der Punkszene von Los Angeles bekannt.

## Leben und Karriere
Claude Bessy reiste in den 1960er Jahren nach Los Angeles und Afghanistan, wo er Haschisch verkaufte. Laut einem Interview mit Richard Meltzer aus dem Jahr 1979 studierte er an der Sorbonne, wurde aber exmatrikuliert, nachdem er um neun Uhr morgens betrunken mit einer Flasche Brandy aufgetaucht war und einen Professor bedroht hatte. Mit seiner langjährigen Lebensgefährtin Philomena „Philly“ Winstanley ließ er sich schließlich in Kalifornien nieder, wo er zunächst als Bedienung in Santa Monica arbeitete.
Mitte der 1970er rief Bessy das Reggae-Fanzine Angeleno Dread ins Leben. 1977 war er Mitbegründer des Punk-Fanzines Slash, aus dem später das gleichnamige Independent-Label mit Künstlern wie Fear, Germs und X hervorging. Bessy schrieb unter dem Pseudonym Kickboy Face (angelehnt an ein Album des Reggae-Musikers Prince Jazzbo) über die Bands der lokalen Szene. In seinem ersten Jahr als Redakteur hatte er einen Auftritt als „Frenchie“ in der Fernsehserie The Hardy Boys/Nancy Drew Mysteries. Bessy und die Slash-Redaktion sowie seine eigene Band Catholic Discipline wurden 1980 von Penelope Spheeris gefilmt und in ihrem Dokumentarfilm The Decline of Western Civilization verewigt.
Nach Einstellung des Fanzines wanderten Bessy und Winstanley 1980 – angeblich am Tag der Wahl Ronald Reagans – nach England aus. Dort wirkte er zunächst als Pressesprecher für Rough Trade Records und schrieb LP-Begleittexte, unter anderem für Throbbing Gristles Greatest Hits. 1982 wurde er für Factory Records Video-DJ im Haçienda in Manchester und produzierte Musikvideos für Gruppen wie The Birthday Party, The Fall und Virgin Prunes. Nachdem er im Forbidden Planet in London gearbeitet hatte, zog er 1987 nach Barcelona, wo er den Rest seines Lebens verbrachte. Dort steuerte er Kapitel zu den Büchern Make the Music Go Bang! und Forming: The Early Days of L.A. Punk bei.
Kettenraucher Claude Bessy verstarb 1999 an Lungenkrebs. Er hinterließ seine Mutter und seine Ehefrau Philomena.

## Stil
Claude Bessy blieb vor allem als prägende Figur der Punkszene von Los Angeles in Erinnerung. Als Kickboy Face gemahnte er seine Leser, in den Worten eines Zeitgenossen, zu „immer größeren Höhen der Rebellion“ und erfüllte ihre Gedanken mit „Träumen vom musikalischen Aufstand und dem Untergang der westlichen Zivilisation, wie sie sie kannten“. Das gelang ihm mit pointierten Schimpftiraden auf die Musikindustrie, die Punkbewegung und die herrschende Klasse. In The Decline of Western Civilization antwortete er Regisseurin Spheeris auf die Frage, ob er viele Feinde habe, mit „I should hope so. Otherwiese I’m wasting my fucking time.“ (Das hoffe ich. Ansonsten verschwende ich meine verdammte Zeit.)
Seine Idealvorstellung von Punkmusik legte Kickboy Face 1977 im Slash folgendermaßen dar:

“One’s music must show how ridiculous the past few years have been, one’s music must show how incredibly vacuous the productions of the so-called pop stars are, one’s music must show how disgusting the pretentions of establishment rock are becoming.”

„Die eigene Musik muss zeigen, wie lächerlich die letzten paar Jahre waren, die eigene Musik muss zeigen, wie unglaublich nichtssagend die Produktionen der sogenannten Popstars sind, die eigene Musik muss zeigen, wie widerlich die Anmaßungen des Establishment-Rock werden.“

Über die bis heute gebräuchliche Genrebezeichnung New Wave äußerte er sich in The Decline of Western Civilization verächtlich:

“I have excellent news for the world. There is no such thing as new wave. It does not exist. It’s a figment of a lame cunt’s imagination. There was never any such thing as new wave. It was the polite thing to say when you were trying to explain you were not into the boring old rock ‘n’ roll, but you didn’t dare to say punk because you were afraid to get kicked out of the fucking party and they wouldn’t give you coke anymore.”

„Ich habe tolle Neuigkeiten für die Welt. So etwas wie New Wave gibt es nicht. Es existiert nicht. Es ist ein Hirngespinst eines lahmen Arschlochs. So etwas wie New Wave hat es nie gegeben. Es war höflich, das zu sagen, wenn man zu erklären versuchte, dass man nicht auf den langweiligen alten Rock ’n’ Roll stehe, aber nicht wagte, Punk zu sagen, weil man Angst hatte, von der verdammten Party geschmissen zu werden und kein Kokain mehr zu bekommen.“

## Diskografie
Catholic Discipline
- 2004: Babylon Underground

Gastbeiträge
- 1988: Unanswerable Lust (mit Luxuria)
- 1991: Trying to Make It to the End of the Century (Various Artists)
- 1991: The First Letter (mit Wire)
- 1994: Adios Jupiter (mit Raeo)

## Filmografie
- 1977: The Hardy Boys/Nancy Drew Mysteries (Fernsehserie, 1 Episode)
- 1981: The Decline of Western Civilization (Dokumentarfilm)